# Ermanno Krumm
Ermanno Krumm (Golasecca, 1942 – Como, 13 giugno 2005) è stato un poeta e critico d'arte italiano.

## Biografia
Figlio del pittore Edoardo Krumm (1916-1993), "saggista, intellettuale, giornalista, critico d'arte e di letteratura, ma soprattutto poeta". Molto intensa la sua attività di critico d'arte per il quotidiano il “Corriere della Sera”. 
Nelle vesti di poeta ha pubblicato le raccolte Le cahier de Monique Charmay (1987), Novecento (1992), Felicità (1998), Animali e uomini (2003) e Respiro (2005). 
Ha inoltre curato, con Monique Charvet, Tel Quel, un'avanguardia per il materialismo (1974, sul lavoro della rivista) e, con Tiziano Rossi l'antologia La poesia italiana del Novecento (1995).

## Opere
- Tel Quel. Un'avanguardia per il materialismo, Bari: Dedalo, 1974 (con Monique Charvet)
- trad. di Philippe Sollers, H. Romanzo, Milano: Feltrinelli, 1975
- Il ritorno del flâneur: saggi su Freud, Lacan, Montale, Zanzotto, Walser, Torino: Boringhieri, 1983
- Le cahier de Monique Charmay, Udine: Campanotto, 1987
- postfazione a Yukio Mishima, L'età verde, Milano: Mondadori, 1991 ISBN 88-04-34360-5
- (con Stefano Agosti), Giuliano Gramigna: opere e introduzione critica, Verona: Anterem, 1991
- Novecento, Torino: Einaudi, 1992 ISBN 88-06-12465-X
- (con Tiziano Rossi), Poesia italiana del Novecento, prefazione di Mario Luzi, Merate: Banca Briantea, 1995; Milano: Skira, 1997 ISBN 88-8118-222-X
- Migneco, Milano: Bonaparte, 1995 (catalogo di mostra di Giuseppe Migneco)
- presentazione di Wanda Broggi: ritratti 1975-1995, a cura di Mario Pancera, Campione d'Italia: Galleria Civica, 1995
- presentazione di Osip Mandel'štam, Quaderni di Voronež, Milano: Mondadori, 1995 ISBN 88-04-35950-1
- Manuela Fanelli, Como, 1996 (catalogo di mostra)
- Lirica moderna e contemporanea, Firenze: La nuova Italia, 1997 ISBN 88-221-1982-7
- Edmondo Cirillo: Dionisiache, Castelfranco Veneto, 1997 (catalogo di mostra)
- Wanda Broggi: i giardini di Armida. Dipinti 1996-97, Milano: Trentadue, 1997 (catalogo di mostra)
- Felicità, Torino: Einaudi, 1998 ISBN 88-06-14769-2
- presentazione di Cassinari: Figure, 1950-1990, a cura di Nicola Carlo Luciani, Milano: BonapArte, 1998 (su Bruno Cassinari)
- Sergio D'Angelo: hand-made, Livorno: Peccolo, 1999 (catalogo di mostra)
- presentazione di Luciana Matalon: spazi infiniti e simboli inquietanti 1961-2000, Milano: Museo Fondazione Luciana Matalon, 2000 (catalogo di mostra)
- Sergi Barnils: la ciutat cèlica, Pontedera: Bandecchi & Vivaldi, 2001 (catalogo di mostra)
- Eduardo Arroyo: maggio 2001, Milano: Galleria San Carlo, 2001 (catalogo di mostra)
- Carlos Puente: lettere d'amore, Seregno: Sergio & Thao Mandelli, 2003 (catalogo di mostra)
- Gianni Aricò: figure tra continuità e ricerca, Milano: Fondazione Stelline, 2003 (catalogo di mostra)
- Mimmo Rotella: Moana, ultimo mito, Milano: Prearo, 2003 ISBN 88-7348-032-2 (catalogo di mostra)
- Un animale mi guarda, con una nota di Massimo Raffaeli, Ancona: Assessorato alla cultura / Centro studi Franco Scataglini, 2003
- Animali e uomini, Torino: Einaudi, 2003 ISBN 88-06-15943-7
- (con Annalisa Zanni), Ugo Nespolo: In forma di libro, Milano: Museo Poldi Pezzoli, 1995 (catalogo di mostra)
- Respiro, Milano: Mondadori, 2005 ISBN 88-04-54514-3
- (con Alberto Montrasio), SerrOne: biennale giovani, Monza, 05: 30 artisti per 5 critici, Cinisello Balsamo: Silvana, 2005 ISBN 88-8215-922-1
- (con Alberto Montrasio), Bepi Romagnoni, Monza: Montrasio arte, 2005 (catalogo di mostra)